# Виноградов, Георгий Павлович
Гео́ргий Па́влович Виногра́дов (3 [16] ноября 1908, Казань — 11 ноября 1980, Москва) — советский певец (лирический тенор), заслуженный артист РСФСР (1949, лишён звания в 1951, восстановлен в звании посмертно (1980-е)).

## Биография
Родился 3 (16) ноября 1908 года в Казани. Музыкальность проявил в раннем детстве, пел в хорах Богоявленской и Петропавловской церквей. Карьеру музыканта начал сравнительно поздно. Рано осиротевший был вынужден искать возможности зарабатывать на жизнь самостоятельно и помогать семье. Перед тем, как учиться музыке, поступил в военное училище связи имени В. Н. Подбельского.
В 1931 году окончил Восточный музыкальный техникум в Казани по классу альта у А. А. Литвинова, в 1937 году занимался в Татарской оперной студии при Московской консерватории у Н. Г. Райского, затем совершенствовался у М. Л. Львова.
С 1937 года — солист Всесоюзного радио. Популярность Виноградова начала расти после того, как в январе 1939 года он взял призовое место на I Всесоюзном конкурсе вокалистов (изначально его должен был взять М. С. Константинов). Композитор Вано Мурадели говорил об участнике конкурса Георгии Виноградове: «Этот молодой певец наделён многими прекрасными качествами. Прежде всего — это умный певец, знающий хорошо свои вокальные ресурсы и никогда не пытающий перейти пределы своих возможностей».
После этого в 1939 году Виноградов становится солистом в Государственном джазе СССР под управлением В. Н. Кнушевицкого. В исполнении певца звучали романсы, классические, лирические, танцевальные песни. Чрезвычайно популярны перед самой войной были танго Е. М. Розенфельда «Люблю» и «Счастье моё», выпущенные большим тиражом на грампластинках. Виноградов был одним из первых исполнителей песни М. Блантера «Катюша». В 1940—1941 годах Виноградов выступал в лучших ресторанах Москвы, демонстрировал музыкальные новинки.
С началом Великой Отечественной войны подал заявление о мобилизации и отправке на фронт, однако был принят на службу в воинские музыкальные коллективы, с 1941 года — в оркестр Наркомата обороны под руководством С. А. Чернецкого, с 1943 года — в Ансамбль песни и пляски Советской Армии под руководством А. В. Александрова, в 1951—1963 — Всероссийского гастрольно-концертного объединения.
В послевоенное время Георгий Павлович продолжал концертную деятельность — пел на радио, гастролировал по стране и за рубежом. Для людей старшего поколения, переживших Великую Отечественную войну, помнивших первые послевоенные годы, голос Георгия Виноградова неотделим от самых любимых песен, рожденных в то время, а теперь ставших советской песенной классикой. 

С каждым годом в рамках ансамбля Виноградов чувствовал себя все больше неуютно. Ведь он шел туда с условием: до конца войны. Война закончилась, а певца не отпускали до тех пор, пока однажды в Польше он не позволил себе какую-то дерзкую пьяную выходку. В середине гастролей его командировали обратно в Москву. Церемониться с певцом, нарушившим, помимо всего прочего, военную дисциплину не стали. Виноградова лишили всех званий и наград. Запретили не только запись на радио, но и трансляцию в эфире записей сделанных. Запретили выступать в 33 городах СССР. Наложили вето на выпуск пластинок.

В 1976 году на вопрос корреспондента газеты «Московский комсомолец»: «Кто Вам был особенно близок в те годы из композиторов?» — Георгий Павлович ответил:

«Блантер, Богословский, Мокроусов, Молчанов. В годы войны и позже нас связывала большая творческая дружба. Мне довелось быть первым исполнителем таких их песен, как „В лесу прифронтовом“, „Хороши весной в саду цветочки“, „Где ты, утро раннее“. Всегда любил работать с И. О. Дунаевским. „Школьный вальс“ — одна из последних наших совместных работ».

Известно, что на первом экземпляре нот этой песни композитор написал: «Первому исполнителю Г. П. Виноградову. Спасибо!»
С 1963 года Виноградов преподавал во Всероссийской творческой мастерской эстрадного искусства, среди его учеников — известные эстрадные артисты Валерий Леонтьев и Геннадий Каменный.
Умер 11 ноября 1980 года. Урна с прахом захоронена в Москве на Ваганьковском кладбище (закрытый колумбарий, секция 16).

## Творчество
Его репертуар включал произведения Л. ван Бетховена, Ф. Шуберта, Р. Шумана, П. И. Чайковского, русские народные песни, старинные романсы. Первый исполнитель многих песен советских композиторов, в том числе «Школьного вальса» И. О. Дунаевского, песни «Хороши Весной в саду цветочки» Б. Мокроусова. Широко известны записи Краснознамённого Ансамбля песни и пляски Советской Армии под руководством Б. А. Александрова «В лесу прифронтовом», «Пшеница золотая» (М. Блантер — М. Исаковский), «Соловьи» (В. П. Соловьёв-Седой — А. Фатьянов), в которых солирует Г. Виноградов.
Принимал участие в исполнении ряда опер на радио: партии Паоло («Франческа да Римини» Рахманинова), Дона Оттавио («Дон Жуан»), Тамино («Волшебная флейта»), Вильгельм («Миньон» Тома), Филемон («Филемон и Бавкида» Гуно).
Голос Виноградова — мягкий, высокий лирический тенор, преимущественно головного звучания, с большим диапазоном. Постановка голоса и манера пения Виноградова демонстрирует музыкальную эстетику, характерную для 1930—1940-х годов с нежной атакой звука и использованием фальцетного звучания в верхнем регистре. На многих аутентичных грампластинках голос Виноградова звучит неестественно высоко. Манера пения — очень строгая, сдержанная, часто суровая, мечтательная или меланхоличная. Даже весёлые и лёгкие по смыслу и содержанию песни Виноградов поёт спокойно и вдумчиво. Певец тщательно и глубоко проникает в музыкальный и словесный материал песни.
Голос и певческая манера Виноградова оказались очень подходящими для исполнения русских романсов грустной и элегической тематики. В его исполнении романсы звучали печально и нежно, оставляли чувство лёгкой светлой грусти. Многие романсы Виноградов записал в дуэте с баритонами Г. Абрамовым, А. Ивановым и П. Киричеком, а также басом М. Михайловым.
Наивысшей популярности Виноградов достиг в первое послевоенное десятилетие.

## Дискография

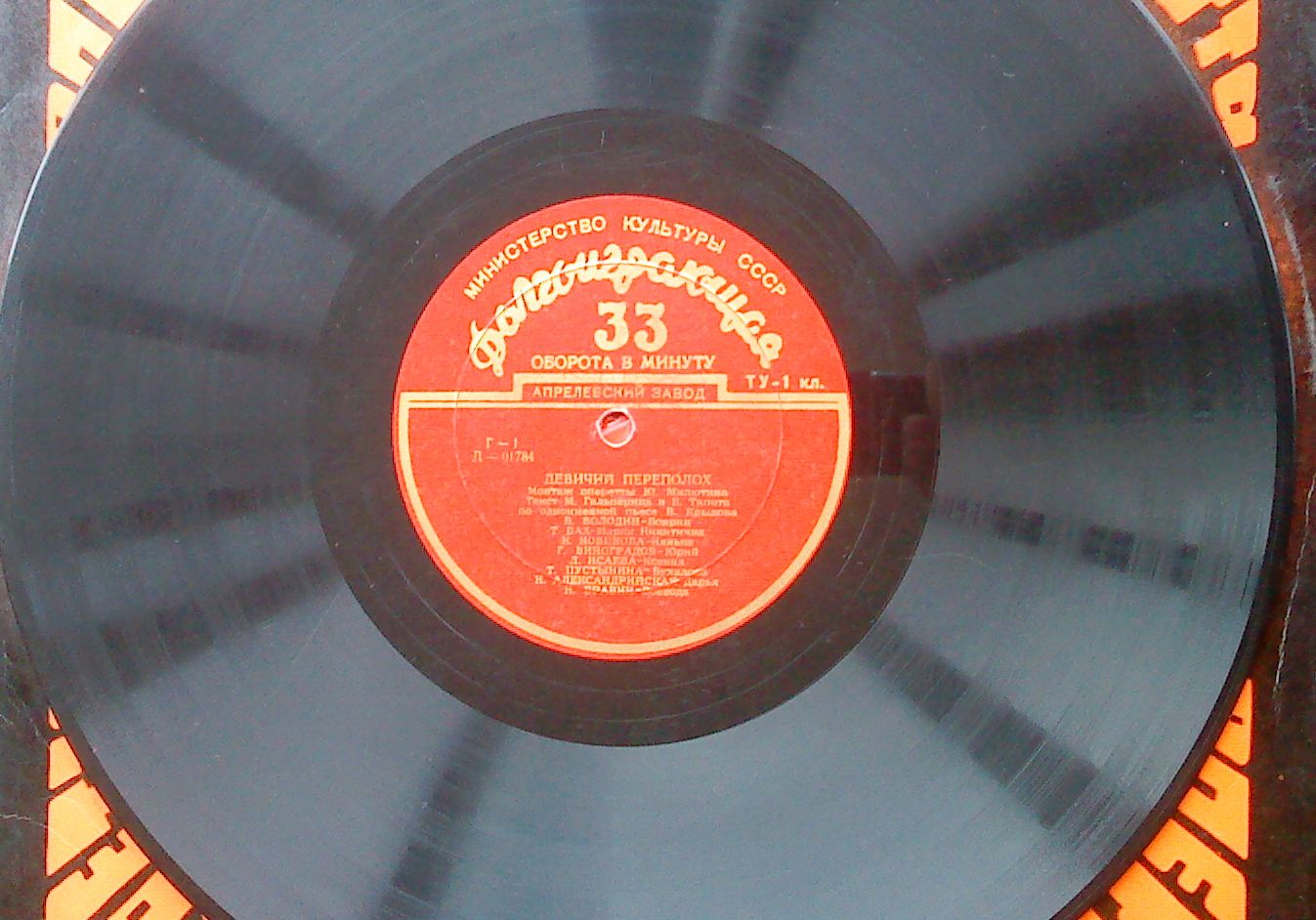
Виноградов на пластинке Апрелевского завода

### Грампластинки
- Георгий Виноградов и Владимир Нечаев — В лесу прифронтовом / Давно мы дома не были (Апрелевский завод — 12749 / 12906) (1945)
- Краснознам. им. А. В. Александрова ансамбль песни и пляски Советской Армии — В лесу прифронтовом (солист Георгий Виноградов) / Пора в путь-дорогу (солист Олег Разумовский) (Апрелевский завод Г-12749, Г-13579) (1945)
- Георгий Виноградов — На солнечной поляночке / Георгий Виноградов и Владимир Бунчиков — Пришла и к нам на фронт весна (Апрелевский завод — 11965 / 13180) (1945)
- Георгий Виноградов и Владимир Нечаев — Эх, дороги / Матросские ночи (Апрелевский завод — 14617 / 14689) (1947)
- Георгий Виноградов и Андрей Иванов — Вы не придёте вновь / Светит солнышко (Апрелевский завод — 15302-3) (1947)
- Георгий Виноградов и Андрей Иванов — Моряки / Ванка-танка (Апрелевский завод — 12746-7) (1951)
- Концерт Г. П. Виноградова (Апрелевский завод — Д-2105) (1954)
- П. Чайковский. Фрагменты из балета «Лебединное озеро» (Līgo — Д-2590-91)
- Весенний вальс / Спокойной ночи (Артель грампластмасс — 8370-71)
- Евгений Онегин. Ария Ленского (Апрелевский завод — 11040-41)
- Люблю / Счастье моё (Ташкентский завод — 9271)
- Весенний вальс / Спокойной ночи (Ленинградский завод — 15605)
- У нас в общежитии свадьба / За рекой (Апрелевский завод — 18520)
- Березка / Догорел золотой закат (Апрелевский завод — 23418)
- Хороши весной в саду цветочки / Ефрейтор в отпуску (Апрелевский завод — 16495)
- На лодке / Недотрога (Апрелевский завод — 10227)
- Георгий Виноградов — тенор (Мелодия — 33Д-016667-8) (1965)
- Старинные романсы (Мелодия — 33Д-033855) (1973)
- Лирические песни (Мелодия — Д035407-08) (1987)
- Пшеница золотая (Мелодия — М60 47745) (1987)

### Компакт-диски
- Золотая коллекция. Лучшие песни. Счастье моё
- Романсы и песни (Мелодия) (1991)
- Русский романс (Bomba Music — BoMB 01-17) (2000)
- Великие исполнители России XX века: Георгий Виноградов (2001)
- Georgi Vinogradov — arias, duets, songs (выпущен в США, Guild — GHCD 2250/3) (2003)
- Король пронзительного танго (Аксиом графикс груп — AGG 2008-07/08) (2008)
- Ветка сирени (Augur — PZS99-01(11))[4]
- Русский романс (Aquarius — AQVR360-2) (2011)
- Георгий Виноградов — классика, mp3 (Агентство — DISC-4229) (2013)
- Молодые моряки 1939—1959 (Musical Ark) (2014)
- Дорожная 1939—1959 (Musical Ark) (2014)
- Романсы и песни (Aquarius — AQVR410-2) (2018)

## Заслуги
- Лауреат 1-го Всесоюзного конкурса вокалистов (1939).
- Заслуженный артист РСФСР (1949).